# Mary Ann M'Clintock
Mary Ann M'Clintock   (Burlington, 20 de febrer de 1800 - Filadèlfia, 21 de maig de 1884) o Mary Ann McClintock és coneguda com a sufragista i abolicionista de l'esclavitud.

## Biografia
Nasqué el 20 de febrer del 1800 a Burlington (Nova Jersey) amb el nom de soltera de Mary Ann Wilson.
Es casà amb Thomas M'Clintock l'any 1820 i van viure a Filadèlfia fins que el 1836 es traslladaren a Waterloo (Nova York).
L'any de 1833 Mary Ann era molt activa en el moviment contra l'esclavitud a Filadèlfia i era una membre fundadora de la Societat de les Dones contra l'Esclavitud de Filadèlfia. Treballà estretament amb l'abolicionista Lucretia Mott. Una vegada establerta a Waterloo, Mary Ann s'implicà més en el moviment de dones sufragistes.
Mary Ann organitzà la Convenció de Seneca Falls, el juliol del 1848.
Ella i les seues filles Elizabeth i Mary Ann també hi col·laboraren i signaren la Declaració de Seneca Falls.
L'objectiu de la convenció fou aquesta declaració, un document redactat per dones com ara Elizabeth Cady Stanton i Lucretia Mott a la taula de la cuina de Mary Ann M'Clintock, que perfilava les oportunitats d'igualtat entre hòmens i dones.
Així i tot, Mary Ann mai pogué votar. El 1856 es tornà a Filadèlfia i hi va morir al 1884 a Filadèlfia (Pennsilvània) en l'edat de vuitanta-quatre anys.